# Achillesaurus
Achillesaurus là một chi khủng long, được Martinelli & Vera mô tả khoa học năm 2007.